# スペル・クレイジー
スペル・クレイジー（スペイン語読み、英語読みはスーパー・クレイジー）（Super Crazy、男性、1973年12月3日 - ）は、メキシコのプロレスラーである。
本名、フランシスコ・パントーハ・イスラス（Francisco Pantoja Islas）、イダルゴ州出身。
クレイジー・ボーイ、レイ・クエルボはいとこでペサディーヤ、ダイナスティア、ランセロス（元ランスロット）は甥にあたる。

## 経歴
1988年2月4日プロレスデビュー。1995年までインディーを転戦したのちにUWA入り、UWA解散後AAAで「ヒステリア（初代）」の名のマスクマンで活躍。AAAでは「ルードス・デ・ラ・ガラクシア（Rudos de la Galaxia ）」のメンバー入り並行してWWFにも参戦、1997年からはプロモ・アステカ入り再び「スペル・クレイジー」のリングネームを用いる、1年ほどで退団。1998年にECWとサイン。この頃から場外乱闘において、観客席の2階からムーンサルトプレスを敢行したのは今でも語り草となっている。TAJIRIとはライバルとして何十回も対戦し、メキシカン・デスマッチを代表として数多くの名勝負を残す。ECW名物の一戦として有名であり、両選手とも熱気溢れるECWファンから尊敬を受けていた。ECWではTV王座を獲得している。
ECW崩壊後XPW、CZW、ROH、などアメリカを転戦、プエルトリコのIWA、日本のZERO-ONE、新日本プロレスなどにも出場していた。なお、ZERO-ONEにおいてもECW時代同様、観客席2階からのムーンサルトプレスを敢行している。ZERO-ONE参戦時代は、ハッスルへ「スペル・ウィルス」のリングネームで参戦したこともある。
2005年6月12日にWWE ECW's One Night Stand出場。ここでも観客席の2階からムーンサルトプレスをFBI目掛けて敢行している。その後WWEと契約。プロレスラーのユニット、メキシクールズ発足とともにSmackDown!を活動の舞台とした。登場初期はヒールとして活動したが解散後前後からベビーターンする。
2007年にはRAWへ移籍。主にメインストーリーには絡まず、ヒートなどの前座番組に出場し、ほとんどの場合引き立て役に廻る事が多かったが、ハクソー・ジム・ドゥガンと異色タッグを組んでいた。
2008年6月の補足ドラフトにて古巣であるECWへの移籍が決定するも、なぜかSmackDown!へ移籍。ここでも彼の技術は引きたて役としての役割であり、実力に見合う活躍の機会を与えられる事は無かった。
2008年11月にWWEを自主退団。
WWE退団後はメキシコのペロス・デル・マールやプエルトリコで再びIWAで活動中。2009年2月14日には自身3度目となるIWA・IC王座を獲得した。
2009年、全日本プロレスに参戦。
2015年現在、プロレスリング・ノアに参戦中。ノアでは入場時入場曲に合わせソンブレロとメキシコ柄のポンチョを着用しホイッスルとマラカスを携えた陽気なスタイルで入場。ソンブレロと観客の帽子を交換したりホイッスルを子供に渡したりセコンドやパートナーと踊ることが多い。

## 得意技
ムーンサルト・プレス
場外へ放つものや、トップロープに足をかけて繰り出すものや連発で放つものなど、バリエーションが豊富である。
ソルブレッサ
サムソンクラッチと同型の技。ムーンサルトプレスで自爆した後フォールを狙う相手に決めることもしばしば。ノアでは主にこの技をフィニッシュムーブとして使っている。
モスカ・エスパニョーラ
コーナートップで相手をロック・ボトムのように抱え、相手もろともバック宙して背中からマットに叩きつける技。全日本プロレス参戦時はスパニッシュ・フライと呼称。オリジナルはフランキー・カザリアンのフラックス・キャパシター。
クレイジー・ボム
腕をクロスさせてのパワーボム。
ロメロ・スペシャル
田中将斗とのタッグでは、この状態からフェイス・バスターに繋げる連携も見せる。
卍固め
ロープを背にした卍固めからタランチュラに繋ぐ連携も得意とする。

## 入場曲
- El Guerrero Nomad

ECW時代に使用。
- Muy Loco

現在使用中。

## タイトル歴
ECW
- ECW TV王座 : 1回

NWA
- カナダ王座 : 2回
- カナダジュニアヘビー級王座 : 1回

IWA
- IC王座 : 3回
- ジュニアヘビー級王座 : 3回
- ハードコア王座 : 9回

UWA
- UWA世界ジュニアヘビー級王座 : 1回（第21代）
- UWA世界ウェルター級王座 : 2回（第27、29代）

CMLL
- CMLL世界タッグチーム王座 : 1回 （w / エル・イホ・デル・グラディアドール）

プロレスリングZERO1-MAX
- AWA UPW ZERO1-MAX World-1認定インターナショナルジュニアヘビー級王座 : 1回（第5代）

全日本プロレス
- ジュニア・タッグリーグ戦 : 2010年優勝（w / BUSHI）
- 世界ジュニアヘビー級王座 : 1回（第59代）

プロレスリング・ノア
- GHCジュニアヘビー級タッグ王座 : 1回（第16代, w / リッキー・マルビン）